# Declaración normativa
En muchas disciplinas, incluyendo economía y filosofía, una declaración normativa expresa un juicio de valor acerca de si una situación es deseable o indeseable. 
Mientras que una declaración descriptiva, también llamada declaración positiva, pretende describir el mundo como es, una declaración normativa pretende hablar sobre el mundial como debería ser. Por ejemplo, "el mundo sería mejor si la luna estuviera hecha de queso verde" es una declaración normativa  porque expresa un juicio sobre qué debería ser. 
Las declaraciones normativas están caracterizadas por los verbos modales "debería", "sería" o "podría". En economía, las declaraciones normativas forman la base de economía normativa.